# Costel Avram
Costel Avram (n. 16 iunie 1969) este un fost deputat român în legislatura 2000-2004, ales în județul Hunedoara pe listele partidului PRM. Costel Avram a demisionat pe data de 10 ianuarie 2001 și a fost înlocuit de către deputatul Ștefan Pășcuț.

## Legături externe
- Site oficial
- Costel Avram Arhivat în 28 februarie 2024, la Wayback Machine. la cdep.ro